# めざせヒーロー!スーパーヌーブス
『めざせヒーロー！スーパーヌーブス』（原題:Supernoobs）は、 カートゥーンネットワークとテレ トゥーン向けにDHX Mediaが制作したカナダのアニメーションテレビシリーズ。  シリーズは、学校生活しながら同時に邪悪な暗殺者と戦う4人の子供たちのはなし。  
2015年11月2日に、米国とアイルランドのカートゥーンネットワークで初公開された。 2018年1月11日、DHXはセカンドシーズンがTeletoonではなくFamily ChannelとYTVで 放送されることを発表。 セカンドシーズンは、ヨーロッパ、米国、中東、アフリカ全体のカートゥーンネットワーク、および米国のフルによってピックアップ。放送は2019年2月7日に終了。 

## キャラクター

### Supernoobs
- タイラー・ボウマン (Tyler Bowman)

彼は12歳の男の子で、ブロンドの髪、緑のシャツ、ショートパンツ、黒い靴を履いています。彼は青いバトルボールを振るい、テレポートする力を与え、自然な感覚を高め、読解力やその他の能力を与えます。それは彼のブロンドの髪を青くします。タイラーはグループのリーダーであり、しばしば道徳的な羅針盤ですが、彼はまた、仲間の学生、エイミーアンダーソンに対する彼の感情に気を取られています。彼のバトルボールがペンキの腐食によって損傷した後、彼と初心者はボールマスターにそれを修理するように頼みます。
- ケビン・レイノルズ　(Kevin Reynolds)

彼は12歳です。彼は黒い巻き毛、歯列矯正器を持っており、黒いパーカー、青いスウェットパンツ、灰色の靴を履いています。彼は赤いバトルボールを振るい、彼が望む動物に変身する力を与えます。定番ギャグには、ケビンをオポッサムまたは彼が意図したもの以外のものに変えることが含まれます。バトルボールは彼の黒い髪を赤くします。ケビンはチームの中で最も利己的で無責任なメンバーであり、しばしば彼自身の娯楽と個人的な利益のために彼のバトルボールを使用し、グループを困らせる悪い考えを作ります。
- ジェニファー・ショップ (Jennifer Shope)

グループで唯一の女性。彼女は12歳の女の子です。彼女は長い黒髪、赤い眼鏡、紫色のセーター、ベージュのスカート、ピンクのレギンス、紫色のフラットを持っています。彼女は自分が一番賢いと思っていますが、「EasyA」を手に入れるために仕事の一部を友人に任せることもあります。彼女は紫色のバトルボールを所有しており、水や電気などの周囲の自然の力を利用することができます。それは彼女の黒い髪を紫色に変えます。
- セオドア・ローチモント (Theodore Roachmont)

彼は11歳と12歳くらいです。彼は目を覆う赤い巻き毛、オレンジ色のタートルネック、茶色のズボン、紺色の靴を持っています。彼は緑色のバトルボールを振るい、拳を使って飛んで力を与えます。それは彼の赤い髪を緑に変えます。彼は最も無知で欺瞞的なメンバーになることができますが、最も無実で最も利己的でないメンバーであることが示されています。